# 朱由棷
衡王朱由棷（？—1646年5月23日），是憲王朱常㵂庶第三子，明朝第二次封第六代亦為末代衡王。朱由棷最初受封鎮國將軍，崇禎五年（1632年）四月襲封衡王，在位十二年。
當李自成攻陷北京城，旋即敗於清兵之際，青州守備李士元曾勸朱由棷「登基称帝，鼓行北上，燕蓟士女，夹道相迎，天下可定」而朱由棷不應允。及至清軍攻陷青州後，朱由棷逃亡，並在崇禎十七年（1644年）七月降清，隆武二年（1646年）五月被清朝處死，明朝第二次封衡國滅亡。

## 子女
- 衡世子 朱慈𤇼